# Memecylon bachmannii
Memecylon bachmannii är en tvåhjärtbladig växtart som beskrevs av Adolf Engler. Memecylon bachmannii ingår i släktet Memecylon och familjen Melastomataceae. Inga underarter finns listade i Catalogue of Life.